# Kamienica przy ulicy Jabłonowskich 3 w Krakowie
Kamienica przy ulicy Jabłonowskich 3 – zabytkowa kamienica znajdująca się w Krakowie, w dzielnicy I, na Nowym Świecie.
Kamienica została wzniesiona w 1899 roku według projektu architekta Józefa Pokutyńskiego. W 1926 roku został wybudowany balkon na drugim piętrze budynku.
Kamienica została wpisana do gminnej ewidencji zabytków. Znajduje się na obszarze Nowego Światu, którego układ urbanistyczny został wpisany 9 czerwca 2015 do rejestru zabytków.